# Miss
Miss és una pel·lícula de comèdia francesa de 2020 coescrita i dirigida per Ruben Alves. S'ha doblat al català oriental central per TV3, i al valencià per a À Punt.

## Repartiment
- Alexandre Wetter: Alex
- Isabelle Nanty: Yolande
- Pascale Arbillot: Amanda
- Thibault de Montalembert: Lola
- Stéfi Celma: Miss Paca
- Baya Rehaz: Miss Saint Pierre et Miquelon